# Klara Knapik
Klara Knapik (ur. 11 września 1932 w Świętochłowicach, zm. 20 listopada 2009 w Bytomiu) – polska szachistka.
W latach 50. należała do szerokiej krajowej czołówki. Po raz pierwszy w finałowym turnieju o mistrzostwo Polski kobiet wystąpiła w 1955 r. w Szczecinie, zajmując IV miejsce. Rok później w Lądku-Zdroju była V, natomiast w 1957 r. osiągnęła największy sukces w karierze, zdobywając w Polanie brązowy medal. Kolejny udany start zanotowała w 1958 r. w Łodzi, zajmując V miejsce. Łącznie do 1977 r. w finałowych turniejach wystąpiła siedmiokrotnie, dobry wynik uzyskując jeszcze w 1975 r. we Wrocławiu (w mistrzostwach rozegranych systemem szwajcarskim zajęła VII miejsce w stawce 44 zawodniczek).
W barwach klubu Start Katowice czterokrotnie zdobyła medale drużynowych mistrzostw Polski: złoty (1958), srebrny (1957) oraz dwa brązowe (1955, 1956).